# 梅斯 (加利福尼亞州)
梅斯（英語：Meiss）是位於美國加利福尼亞州埃爾多拉多縣的一個非建制地區。該地的面積和人口皆未知。

## 地理
梅斯的座標為38°38′18″N 120°20′11″W / 38.63833°N 120.33639°W，而該地的平均海拔高度為1675米（即5495英尺）。